# Lingonmurarbi
Lingonmurarbi (Osmia laticeps) är en biart som beskrevs av Carl Gustaf Thomson 1872.
Lingonmurarbi ingår i släktet murarbin och familjen buksamlarbin. Inga underarter finns listade i Catalogue of Life.

## Taxonomi
Namnet Osmia hyperborea Tkalců, 1983 användes länge, men i början av 2000-talet visade flera forskare, bland andra L. Anders Nilsson, att Carl Gustaf Thomsons 1872 beskrivna art Osmia laticeps var identisk med den art som Borek Tkalců beskrev 1983, och Osmia hyperborea betraktas därför som en junior synonym.

## Beskrivning
Båda könen har observerats, men endast honan har blivit ordentligt beskriven. Hon har mörkbrun grundfärg, med inslag av rött på käkarna, labrum, antennerna, benen och bakkanterna på tergiterna 1 till 5. Vingarna är vanligen svagt rökfärgade till helt klara. Honan är liten, med en kroppslängd mellan 8,4 och 9 mm. Även hanen är liten, under 10 mm.

## Utbredning
Arten förekommer både i Palearktis och Nearktis. På det östra halvklotet förekommer den från Tyskland norrut till Sverige och Finland samt österut över Lettland till norra Sibirien, medan den på västra halvklotet förekommer från Michigan i USA och Ontario i Kanada norrut från Yukon i västra till Nova Scotia i östra Kanada. I Sverige finns spridda fynd av arten i hela landet med undantag av Öland och Gotland, medan ungefär samma förhållande råder i Finland; glesa förekomster över hela landet. Arten har dock minskat i Finland; 2010 var den klassificerad som livskraftig ("LC"), medan den 2019 blev rödlistad som nära hotad ("NT"). I Sverige är den 2019 oförändrat livskraftig, även om arten även där är ovanlig.

## Ekologi
Lingonmurarbiet förmodas förekomma i skogar, skogsbryn, och gräsmarker bland annat tallmo på sandbotten. Arten är oligolektisk och flyger normalt endast till blommor ur familjen ljungväxter (dit lingon hör, därav artens svenska trivialnamn). Tidigt på våren kan den emellertid även besöka videväxter som krypvide.
Som alla murarbin är biet solitärt (icke-socialt); honan ansvarar själv för avkommans omsorg. Inte mycket är känt om fortplantning och bobyggnad, men det antas att honan bygger larvbona i tomma insektsgångar i ved.